# Izaak Grynfeld
Izaak Grynfeld, vel Ignacy Branicki (ur. 12 lutego 1912 w Zelowie, zm. 22 lutego 2004) – polski szachista.
W latach 1946–1953 sześciokrotnie wystąpił w finałach mistrzostw Polski. Najlepszy wynik uzyskał w 1946 r. w Sopocie, zajmując IV miejsce. W 1950 r. wystąpił w międzynarodowym turnieju w Szczawnie-Zdroju. Dwa lata później reprezentował barwy narodowe na olimpiadzie szachowej w Helsinkach (zdobywając 7 pkt. w 10 partiach) oraz zagrał w kolejnym międzynarodowym turnieju w Międzyzdrojach.
W latach 50. wyemigrował do Izraela. Po raz ostatni w turnieju szachowym wystąpił tam w 1992.